# Vacuna contra el dengue
Las vacunas contra el dengue son vacunas utilizadas para prevenir la fiebre del dengue en humanos.
A partir de 2021, una versión está disponible comercialmente, conocida como CYD-TDV, y se vende bajo la marca Dengvaxia. La vacuna solo se recomienda en aquellos que previamente han tenido fiebre del dengue o poblaciones en las que la mayoría de las personas han sido infectadas previamente.
En 2023 una nueva vacuna bajo la marca Qdenga es recomendada por la OMS.
Hay otras vacunas candidatas en desarrollo, incluidas vacunas vivas atenuadas, inactivadas, de ADN y de subunidades

## Historia
En diciembre de 2018, Dengvaxia fue aprobada en la Unión Europea.
En mayo de 2019, Dengvaxia fue aprobada en los Estados Unidos como la primera vacuna aprobada para la prevención de la enfermedad del dengue causada por todos los serotipos del virus del dengue (1, 2, 3 y 4) en personas de nueve a 16 años que tienen dengue previo confirmado por laboratorio. El dengue es endémico en los territorios estadounidenses de Samoa Americana, Guam, Puerto Rico y las Islas Vírgenes de Estados Unidos.
La seguridad y la efectividad de la vacuna se determinaron en tres estudios aleatorizados, controlados con placebo que involucraron aproximadamente a 35,000 personas en áreas endémicas de dengue, incluyendo Puerto Rico, América Latina y la región de Asia Pacífico. Se determinó que la vacuna era aproximadamente 76 por ciento efectiva en la prevención de la enfermedad sintomática confirmada por laboratorio en personas de 9 a 16 años que previamente tenían enfermedad confirmada por laboratorio. Dengvaxia ya ha sido aprobado en 19 países y en la Unión Europea.
La dengvaxia no está aprobada en los Estados Unidos para su uso en personas no infectadas previamente por ningún serotipo del virus del dengue o para quienes se desconoce esta información.
La dengvaxia es una vacuna viva atenuada que se administra en tres inyecciones separadas, con la dosis inicial seguida de dos inyecciones adicionales administradas seis y doce meses después.
La Administración de Drogas y Alimentos de los Estados Unidos (FDA) otorgó la solicitud de designación de revisión prioritaria de Dengvaxia y un cupón de revisión prioritaria de enfermedades tropicales. La aprobación de Dengvaxia fue otorgada a Sanofi Pasteur.

## CYD-DTV (Dengvaxia)
CYD-DTV vendido bajo la marca Dengvaxia y fabricado por Sanofi Pasteur, es una vacuna quimérica tetravalente atenuada viva hecha usando tecnología de ADN recombinante al reemplazar los genes estructurales PrM (premembrana) y E(envoltura) de la vacuna de la cepa 17D atenuada con fiebre amarilla de los cuatro serotipos del dengue. La evidencia indica que CYD-TDV es parcialmente efectivo para prevenir la infección, pero puede conducir a un mayor riesgo de enfermedad grave en aquellos que no han sido infectados previamente.
Dengvaxia se comercializó en 2016 en 11 países: México, Filipinas, Indonesia, Brasil, El Salvador, Costa Rica, Paraguay, Guatemala, Perú, Tailandia y Singapur.
En 2017, el fabricante recomendó que la vacuna solo se use en personas que previamente han tenido una infección por dengue, ya que los resultados pueden empeorar en aquellos que no han sido infectados. Esto condujo a la controversia sobre la vacunación contra el dengue en Filipinas durante el 2017-18 en la que se vacunaron más de 733,000 niños y más de 50,000 voluntarios adultos, independientemente del estado serológico.
Los ensayos en fase III en América Latina y Asia involucraron a más de 31,000 niños entre las edades de dos y 14 años. En los primeros informes de los ensayos, la eficacia de la vacuna fue de 56,5% en el estudio asiático y de 64,7% en el estudio latinoamericano en pacientes que recibieron al menos una inyección de la vacuna. La eficacia varió según el serotipo. En ambos ensayos, la vacuna redujo en aproximadamente un 80% el número de casos de dengue grave. Un análisis de los estudios latinoamericanos y asiáticos al 3er año de seguimiento mostró que la eficacia de la vacuna fue del 65,6% para prevenir la hospitalización en niños mayores de nueve años, pero considerablemente mayor (81,9%) para los niños que eran seropositivos (lo que indica una infección previa por dengue) al inicio del estudio. La serie de vacunación consta de tres inyecciones a los 0, 6 y 12 meses.La vacuna fue aprobada en México, Filipinas y Brasil en diciembre de 2015, y en El Salvador, Costa Rica, Paraguay, Guatemala, Perú, Indonesia, Tailandia y Singapur en 2016. Dengvaxia, está aprobado para su uso en personas de nueve años o más y puede prevenir los cuatro serotipos.
La Organización Mundial de la Salud (OMS) recomienda que los países consideren la vacunación con la vacuna contra el dengue CYD-TDV solo si el riesgo de dengue grave en personas seronegativas puede minimizarse a través de una evaluación previa a la vacunación o documentación reciente de altas tasas de seroprevalencia en el área ( al menos 80% a la edad de nueve años). 
La OMS actualizó sus recomendaciones con respecto al uso de Dengvaxia en septiembre de 2018, basándose en la evidencia de que los receptores de vacunas seronegativas tienen un riesgo excesivo de dengue grave en comparación con las personas seronegativas no vacunadas. No está claro por qué la población sereonegativa vacunada tiene resultados adversos más graves. Una hipótesis plausible es el fenómeno de la potenciación dependiente de anticuerpos. Este fenómeno tiene lugar cuando una primera infección causada por un serotipo del virus es seguida por una segunda infección causada por un serotipo distinto. Debido a las sutiles diferencias entre los serotipos virales, los anticuerpos neutralizantes generados durante la primera infección, no resultan neutralizantes para el segundo serotipo del virus. Esto conduce a una potenciación de la entrada y replicación del virus en células inmunitarias durante la segunda infección, provocando un aumento sustancial en la carga viral y, como consecuencia, una mayor incidencia de la forma grave de la enfermedad. La entrada del virus en las células inmunitarias se da a través de la endocitosis mediada por la interacción entre el complejo virus-anticuerpo y el receptor FcγRII (de allí la denominación de "potenciación mediada por anticuerpos"). Una vez endocitado el virus, la acidificación en los endolisosomas activa el escape del virus hacia el citoplasma, permitiendo el comienzo de la replicación viral en estas células.

## TAK-003 (Qdenga)
DENVax o TAK-003 es una vacuna quimérica recombinante con componentes DENV1, DENV3 y DENV4 en un marco del virus del dengue tipo 2 (DENV2) desarrollada originalmente en la Universidad de Mahidol en Bangkok y ahora financiada por Inviragen (DENVax) y Takeda (TAK-003). Los ensayos de fase I y II se llevaron a cabo en los Estados Unidos, Colombia, Puerto Rico, Singapur y Tailandia. Según los datos de 18 meses publicados en la revista Lancet Infectious Diseases, indicó que TAK-003 produjo respuestas de anticuerpos sostenidas contra las cuatro cepas de virus, independientemente de la exposición previa al dengue y el programa de dosificación. Los datos del ensayo de fase III, que comenzó en septiembre de 2016, muestran que TAK-003 fue eficaz contra el dengue sintomático. TAK-003 parece no carecer de eficacia en personas seronegativas o potencialmente causarles daño, a diferencia de CYD-TDV. Los datos parecen mostrar solo una eficacia moderada en otros serotipos de dengue distintos del DENV2. Estos resultados serán investigados en otra parte del ensayo de fase III, programado para durar seis meses.
En marzo de 2021, la Agencia Europea de Medicamentos aceptó el paquete de presentación de TAK-003 destinado a mercados fuera de la UE.

## En desarrollo

### TV-003/005
TV-003/005 es una mezcla tetravalente de vacunas monovalentes, que fue desarrollada por NIAID, que se probaron por separado para determinar su seguridad e inmunogenicidad. La vacuna pasó los ensayos de fase I y los estudios de fase II en Estados Unidos, Tailandia, Bangladés, India y Brasil. NIH han realizado estudios de Fase I y Fase II en más de 1000 participantes en los EE. UU. También ha realizado estudios de desafío humano y ha realizado con éxito estudios de modelos de NHP. NIH han licenciado su tecnología para un mayor desarrollo y fabricación a escala comercial a Panacea Biotec, Instituto Butantan, Merck y Medigen. En Brasil, el Instituto Butantan en colaboración con NIH está realizando estudios de Fase III. Panacea Biotec está realizando estudios clínicos de fase II en India. Una empresa de Vietnam (VABIOTECH) está realizando pruebas de seguridad y desarrollando un plan de ensayos clínicos. Las cuatro compañías están involucradas en estudios de una vacuna TetraVax-DV en conjunto con los Institutos Nacionales de Salud.

### V180
Merck & Co. está estudiando vacunas de subunidades recombinantes expresadas en células de Drosophila. A partir de 2019, ha completado las formulaciones de fase I, etapa y V180, que se encuentran generalmente bien elaboradas.